# Bitra
Bitra es una isla-atolón en el territorio de la unión de las islas Laquedivas al sur del país asiático de la India.
Hay un pequeño santuario dedicado a un antiguo santo árabe que recibe el nombre de Malik Mulla que fue enterrado en la isla. El santuario se ha convertido en un sitio para la peregrinación.
El censo de 2001 determinó que solo 264 personas tenían a esta isla como su lugar de residencia habitual.